# Gymnoglossum
Gymnoglossum — рід грибів родини Bolbitiaceae. Назва вперше опублікована 1891 року.